# Vernay (Fribourg)
Pour les articles homonymes, voir Vernay.
Vernay est une ancienne commune suisse du canton de Fribourg, située dans le district de la Broye.

## Histoire
Vernay a été créé le 1er janvier 2006 par fusion des anciennes communes d'Autavaux, Forel et Montbrelloz. Elle fusionne à son tour le 1er janvier 2017 avec ses voisines d'Estavayer-le-Lac, de Morens, de Murist, de Bussy, de Vuissens et de Rueyres-les-Prés pour former la nouvelle commune d'Estavayer.

## Géographie
Selon l'Office fédéral de la statistique, la commune de Vernay mesurait 8,29 km2. 5,5 % de cette superficie correspond à des surfaces d'habitat ou d'infrastructure, 74,3 % à des surfaces agricoles, 18,1 % à des surfaces boisées et 2,2 % à des surfaces improductives.

## Démographie
Selon l'Office fédéral de la statistique, Vernay compte 1 119 habitants en 2022. Sa densité de population atteint 135 hab./km2.
Le graphique suivant résume l'évolution de la population de Vernay (et communes fusionnées ultérieurement) entre 1850 et 2008 :